# Salvador de Sá e Benevides
Salvador Correia de Sá e Benevides (Cadis, 1602 - Lisboa, 1 de gener de 1688) va ser un soldat i polític portuguès. En 1625 va lluitar contra la invasió holandesa de Salvador a Brasil i va tenir èxit en 1647 a retenir Angola i l'illa de São Tomé davant dels intents holandesos. Va ser governador de Rio de Janeiro, del Sud del Brasil i d'Angola.

## Biografia
Salvador Correia de Sá neix en el si de la noble i poderosa família Sá, és besnet de Mem de Sá, tercer governador general de Brasil i Estácio de Sá, fundador de la ciutat de Rio de Janeiro. En 1625 lluita contra la invasió holandesa de Salvador, unint-se a una flota conjunta portuguesa i espanyola de 52 vaixells que reprenen el control de l'antiga capital de Brasil. En 1637 es converteix en governador de la capitania de Rio de Janeiro.
En 1641 aclama Joan IV de Portugal al començament de la Guerra de Restauració portuguesa, la qual cosa li costa moltes de les possessions que tenia a Perú i Espanya. De retorn a Portugal, en 1643 va ser designat general de les flotes de Brasil i membre del Consell d'Ultramar. Per resoldre el problema de l'ocupació holandesa a Àfrica, en 1647 comanda una flota que recupera Angola i São Tomé per a després ser designat governador d'Angola.
Des de 1658 i fins a 1662, va ser governador i capità general de la capitania del sud de Brasil. Torna a Portugal, on roman fins a la seva mort com a membre del Consell d'Ultramar. En 1678, s'ofereix com a voluntari per comandar una expedició a Angola per aplacar la rebel·lió prop de Mombasa, però la seva avançada edat no li permet concretar aquesta proposta.
Va ser Hidalgo de la Casa Reial de Portugal, Cavaller de l'Orde de Crist i Vescomte d'Asseca (amb rang de comte).